# Dicranophorus cambari
Dicranophorus cambari är en hjuldjursart som beskrevs av Wulfert 1957. Dicranophorus cambari ingår i släktet Dicranophorus och familjen Dicranophoridae. Inga underarter finns listade i Catalogue of Life.